# Benjamin Tyler Henry
Benjamin Tyler Henry (* 22. März 1821 in Claremont, New Hampshire; † 8. Juni 1898 in New Haven, Connecticut) war ein US-amerikanischer Konstrukteur und der Erfinder des Henry-Gewehrs.

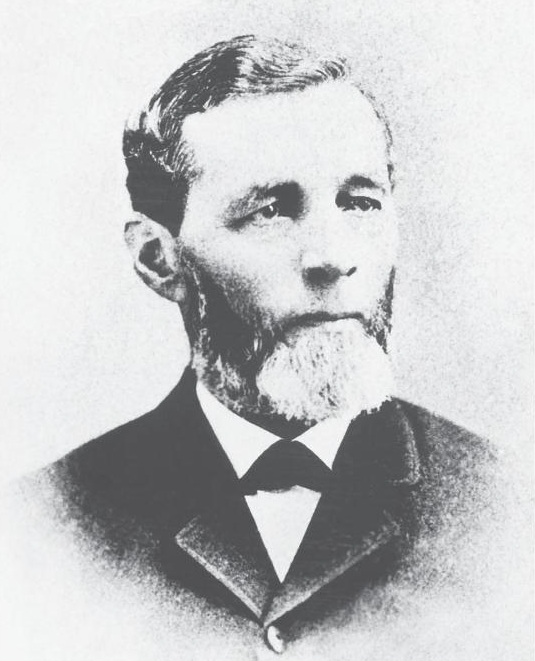
Benjamin Tyler Henry

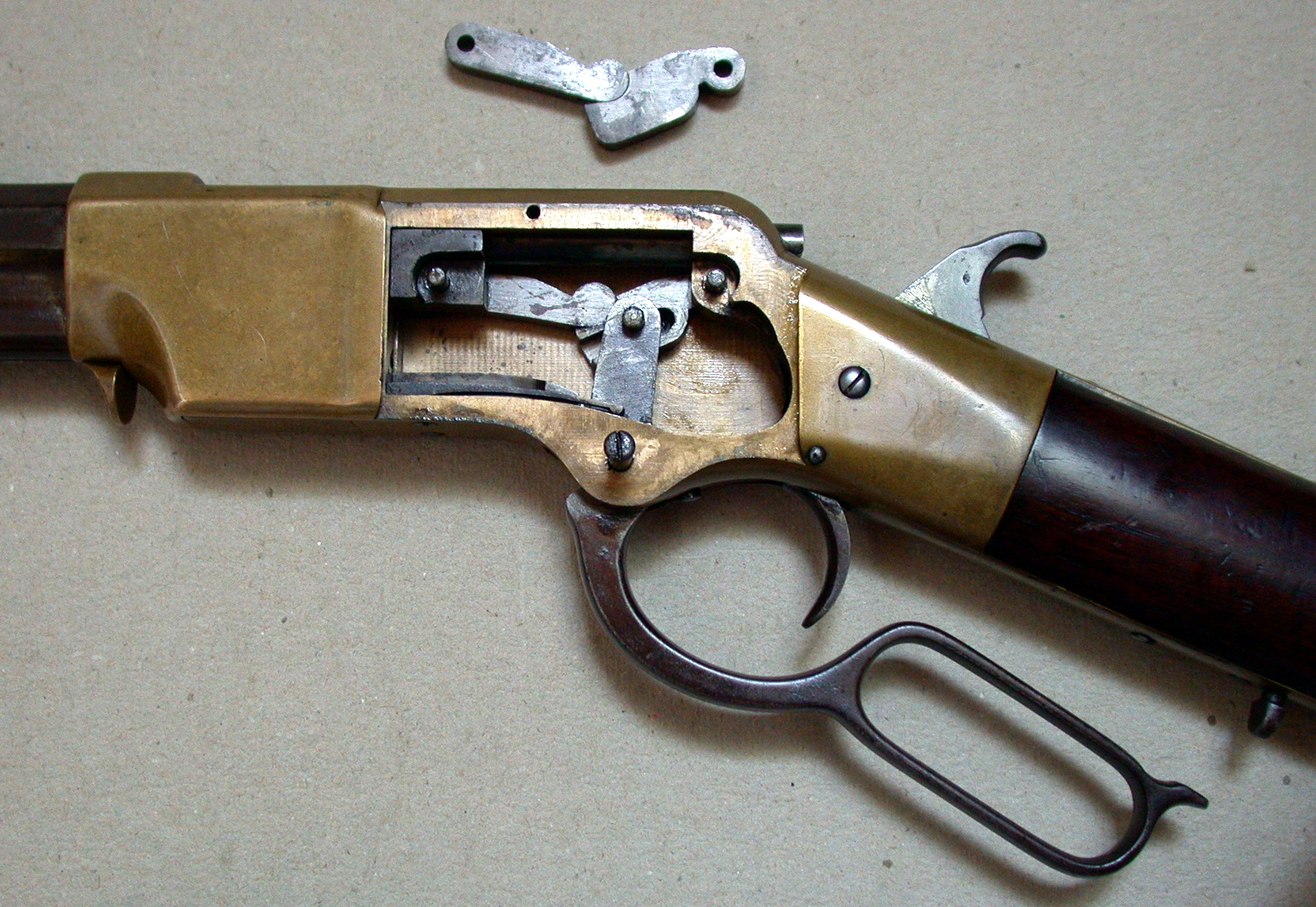
Schloss des Henry-Gewehrs

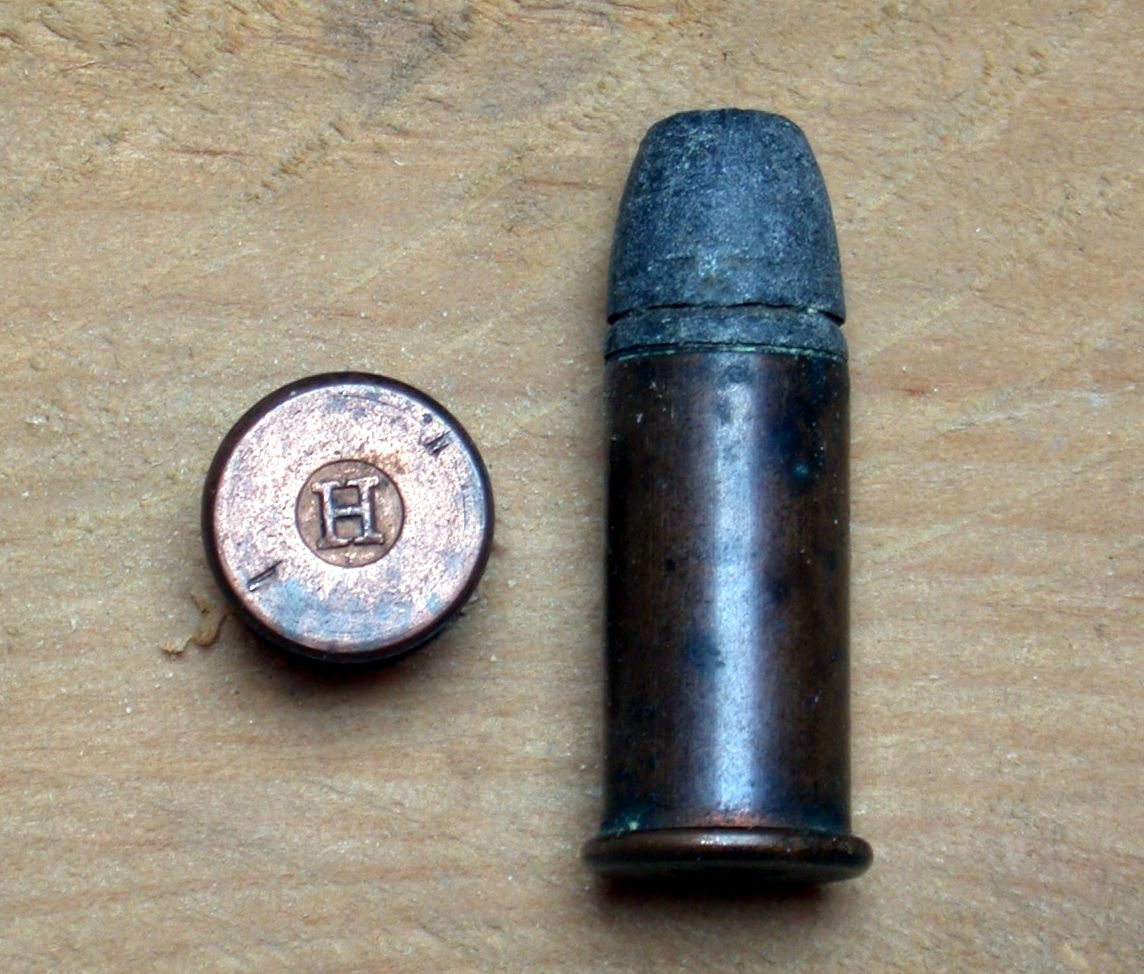
Henry-Patrone, Kaliber .44

## Seine Entwicklungen
Henry arbeitete schon bei den Vorgängern der Volcanic Repeating Arms Company, später als Vorarbeiter bei der ersten Partnerschaft von Smith & Wesson, 1852 bis 1855. Er wurde später von Oliver Winchester, dem damaligen Hauptaktionär der New Haven Arms Company beauftragt, die dort produzierten Volcanic-Waffen zu verbessern. Er entwickelte daraufhin eine Randfeuerpatrone im Kaliber .44 Henry und ein Gewehr mit dem Volcanic-Repetiersystem, das diese Hülsenpatrone verschoss. Am 16. Oktober 1860 erhielt er ein Patent auf sein Henry-Gewehr, das seine Vorteile im Amerikanischen Bürgerkrieg ab 1862 gegen die Springfield Modell 1861 ausspielen konnte.
Henry arbeitete bei der zur Winchester Repeating Arms Company umbenannten Firma bis 1873. Bis 1980 war bei den von Winchester produzierten Randfeuerpatronen am Boden noch ein H für Henry aufgeprägt.

## Die Henry Repeating Arms Company
Benjamin Tyler Henry hat niemals ein Unternehmen namens Henry Repeating Arms Company oder ähnlich oder einen Rechtsvorgänger dieses Unternehmens gegründet. Die heute bekannte Henry Repeating Arms Company wurde vielmehr erst Mitte der 1990er Jahre von Louis Imperato gegründet, der lediglich den Nachnamen von Benjamin Tyler Henry benutzte, um unter diesem symbolträchtigen und bekannten Namen vor allem die ab 1996 hergestellten Unterhebel-Repetiergewehre (lever action) im Kaliber .22 (deren Modelltyp H001 allerdings zuvor als Modellreihe EG712 von dem 1997 liquidierten deutschen Hersteller Erma entwickelt und hergestellt worden war) zu vertreiben.